# Línea 73 (EMT Madrid)
La línea 73 de la EMT de Madrid une la estación de Diego de León con Feria de Madrid.

## Características
Esta línea comenzó el 3 de febrero de 1974, heredando el recorrido de una antigua línea periférica (P-1) que unía Madrid con el pueblo de Canillas partiendo de la estación de Diego de León, como lo hace la línea 72 para Hortaleza. Conecta este barrio con una parte del distrito de Salamanca así como con los barrios de Prosperidad y Ciudad Jardín, atravesando buena parte de la calle López de Hoyos.
Dentro del barrio de Canillas, esta línea cubre principalmente el entorno de la Carretera de Canillas y la calle Mota del Cuervo así como el tramo final de la calle Silvano, mientras que la línea 120, que también da servicio al barrio, cubre el entorno de las calles Moscatelar y Silvano, además de cubrir el entorno de la calle Mota del Cuervo, igual que la línea 73. Si bien la denominación de la línea no cambió con el paso del tiempo, la situación de la cabecera en Canillas ha variado según ha crecido el barrio.
El día 25 de febrero de 2019 se amplió la línea, desde su terminal en Canillas, hasta Feria de Madrid. Allí establece su cabecera frente a la terminal de la línea 122.

### Frecuencias
| Lunes a viernes laborables |               |
| De 6:00 a 8:00             | 9-20 minutos  |
| De 8:00 a 20:00            | 9-13 minutos  |
| De 20:00 a 23:00           | 12-20 minutos |
| Sábados laborables         |               |
| De 6:00 a 9:00             | 18-33 minutos |
| De 9:00 a 22:00            | 16-22 minutos |
| De 22:00 a 23:00           | 18-26 minutos |
| Domingos y festivos        |               |
| De 7:00 a 10:00            | 17-30 minutos |
| De 10:00 a 21:00           | 18-20 minutos |
| De 21:00 a 23:00           | 19-25 minutos |

## Recorrido y paradas

### Sentido Feria de Madrid
La línea inicia su recorrido en la calle Francisco Silvela, junto a los accesos de la estación de Diego de León, teniendo la cabecera común con la línea 72 y correspondencia con varias líneas. Nada más empezar, toma la misma calle Francisco Silvela en dirección norte hasta la intersección con la calle Príncipe de Vergara, donde gira a la derecha para incorporarse a dicha calle, y poco después de nuevo a la derecha para tomar la calle López de Hoyos.
La línea circula a continuación por la calle López de Hoyos hasta el final del tramo central de la misma, donde gira a la izquierda para incorporarse a la calle Padre Claret, al final de la cual desemboca en la Avenida de Ramón y Cajal, por la que cruza sobre la M-30, desviándose poco después a la izquierda por la calle López de Hoyos de nuevo, ahora en su tramo periférico.
A partir de aquí la línea recorre la calle López de Hoyos hasta la Glorieta de Pilar Miró, donde se desvía por la Carretera de Canillas, que recorre entera, siguiendo de frente al final de la misma por la calle Mota del Cuervo.
Circula por esta calle hasta girar a la derecha por la calle Las Pedroñeras, que recorre hasta el final de la misma, en la Plaza de Andrés Jáuregui, donde sale a la calle Silvano, que recorre hasta llegar al final de la misma (puente sobre la autopista M-40), para después continuar por Avenida Partenón hasta llegar a Feria de Madrid.
| Código | Parada                                   | Común con | Conexiones con Metro | Otros |
| ------ | ---------------------------------------- | --------- | -------------------- | ----- |
| 785    | DIEGO DE LEÓN (C/ Francisco Silvela, 54) | 72        | Diego de León        |       |
| 788    | Intercambiador de Avenida de América     | 12 C2 72  | Avenida de América   |       |
| 5237   | Príncipe de Vergara-Francisco Silvela    | 29 52     |                      |       |
| 2009   | López de Hoyos-Príncipe de Vergara       | 9         |                      |       |
| 2011   | López de Hoyos-Cartagena                 | 9         |                      |       |
| 2013   | Prosperidad                              | 9         | Prosperidad          |       |
| 2015   | López de Hoyos-Cardenal Silíceo          | 9         |                      |       |
| 2017   | López de Hoyos-Pantoja                   | 9         |                      |       |
| 2020   | Metro Alfonso XIII                       | 9         | Alfonso XIII         |       |
| 4721   | López de Hoyos-Padre Claret              | 9 72      |                      |       |
| 2022   | Padre Claret-Ramón y Cajal               | 9 72      |                      |       |
| 408    | Avenida de la Paz                        | 9 72 120  | Avenida de la Paz    |       |
| 2024   | López de Hoyos-Clínica San Juan de Dios  | 9 53 72   |                      |       |
| 2026   | López de Hoyos-Arturo Soria              | 9 72      |                      |       |
| 2027   | López de Hoyos-Navarro Amandi            | 9 72      |                      |       |
| 5545   | Junta Municipal de Hortaleza             |           |                      |       |
| 2757   | Carretera de Canillas-Carril del Conde   |           |                      |       |
| 2759   | Carretera de Canillas-Benita Ávila       |           |                      |       |
| 2761   | Carretera de Canillas-Gomeznarro         |           |                      |       |
| 2763   | Carretera de Canillas-Utrillas           |           |                      |       |
| 2765   | Carretera de Canillas-Torquemada         |           |                      |       |
| 2767   | Carretera de Canillas-Emigrantes         |           |                      |       |
| 474    | Motilla del Palancar                     | 120       | Canillas             |       |
| 472    | Mota del Cuervo                          | 120       |                      |       |
| 470    | Pedroñeras-El Provencio                  | 120       |                      |       |
| 2769   | Plaza Andrés Jáuregui                    |           |                      |       |
| 2771   | Silvano-Haendel                          |           |                      |       |
| 2571   | Partenón-Ribera del Sena                 |           |                      |       |
| 407    | FERIA DE MADRID                          | SE709     | Feria de Madrid      |       |

### Sentido Diego de León
El recorrido de vuelta es igual al de ida pero en sentido contrario con tres excepciones:
- En el tramo próximo a la intersección de López de Hoyos y Arturo Soria, la línea circula por las calles Navarro Amandi y Arturo Soria, volviendo a girar para continuar por López de Hoyos.
- Circula por la Avenida de Alfonso XIII en lugar de la calle Padre Claret.
- No circula por la calle Príncipe de Vergara, tomando la calle Francisco Silvela directamente desde la glorieta de López de Hoyos.

| Código | Parada                                   | Común con  | Conexiones con Metro | Otros |
| ------ | ---------------------------------------- | ---------- | -------------------- | ----- |
| 407    | FERIA DE MADRID                          | SE709      | Feria de Madrid      |       |
| 2573   | Partenón-Ribera del Sena                 |            |                      |       |
| 2772   | Silvano-Haendel                          |            |                      |       |
| 2770   | Plaza Andrés Jáuregui                    |            |                      |       |
| 469    | Pedroñeras-El Provencio                  | 120        |                      |       |
| 471    | Mota del Cuervo                          | 120        |                      |       |
| 473    | Motilla del Palancar                     | 120        |                      |       |
| 2768   | Carretera de Canillas-Emigrantes         |            | Canillas             |       |
| 2766   | Carretera de Canillas-Torquemada         |            |                      |       |
| 2764   | Carretera de Canillas-Utrillas           |            |                      |       |
| 2762   | Carretera de Canillas-Gomeznarro         |            |                      |       |
| 2760   | Carretera de Canillas-Benita Ávila       |            |                      |       |
| 2758   | Carretera de Canillas-Carril del Conde   |            |                      |       |
| 2756   | Junta Municipal de Hortaleza             |            |                      |       |
| 4538   | López de Hoyos-Navarro Amandi            | 9 72       |                      |       |
| 218    | Arturo Soria-López de Hoyos              | 9 11 70 72 |                      |       |
| 2025   | López de Hoyos-Clínica San Juan de Dios  | 9 53 72    |                      |       |
| 409    | Avenida de la Paz                        | 9 72 120   | Avenida de la Paz    |       |
| 462    | Padre Claret-Ramón y Cajal               | 9 72 120   |                      |       |
| 310    | Alfonso XIII-Pradillo                    | 9 40 43 72 |                      |       |
| 2021   | Metro Alfonso XIII                       | 9          | Alfonso XIII         |       |
| 2018   | López de Hoyos-Pantoja                   | 9          |                      |       |
| 2016   | López de Hoyos-Cardenal Silíceo          | 9          |                      |       |
| 2014   | Prosperidad                              | 9          | Prosperidad          |       |
| 268    | López de Hoyos-Cartagena                 | 9          |                      |       |
| 2010   | López de Hoyos-Príncipe de Vergara       | 9          |                      |       |
| 5784   | Francisco Silvela-Príncipe de Vergara    |            |                      |       |
| 789    | Intercambiador de Avenida de América     | 12 72 C1   | Avenida de América   |       |
| 787    | Hospital de la Princesa                  | 72         | Diego de León        |       |
| 785    | DIEGO DE LEÓN (C/ Francisco Silvela, 54) | 72         | Diego de León        |       |

## Galería de imágenes

Mapa zonal de la estación de metro de Diego de León con los recorridos de las líneas de autobuses, entre las que aparece el 73.
Mapa zonal de la estación de metro de Prosperidad con los recorridos de las líneas de autobuses, entre las que aparece el 73.
Mapa zonal de la estación de metro de Feria de Madrid con los recorridos de las líneas de autobuses, entre los que aparece el 73.